# 櫻姬華傳
《櫻姬華傳》（日语：桜姫華伝）是日本漫畫家種村有菜的少女漫畫作品。是種村有菜第一次以平安時代為舞台的作品，有了跟以前不一樣的嘗試。於2009年在集英社的日本漫畫月刊《Ribon》1月號上連載，至2013年1月號完結。單行本共12卷。

## 故事簡介
時間是平安時代，和泉之國。
從小就沒有雙親而唯一的哥哥也因為染上流行病而過世，之後就靠著出生後就決定的婚約對象－王良親王家援助的櫻姬，在她年滿14歲的現在，王良親王便要求櫻姬來京城成親。對愛情充滿幻想的櫻姬當然不能忍受王良親王獨斷的決定嫁給一個從未見面的陌生人，於是櫻姬決定要離家出走尋找命中注定的另一半。從小被警告不能看滿月的櫻姬，卻選擇在滿月之夜離家出走，命運之門也開始劇烈轉動，同時也知道了自己是輝夜姬的後代，還有自己的命字是「滅」的事情。這「滅」到底是什麼意思呢？到底櫻的命運會如何呢？

## 登場角色
※VOMIC的分配角色。
櫻姬
聲 - 榎本溫子
本作品的主角。是公主，輝夜姬的後代。擁有血櫻，有打敗妖古力量。與青葉有婚約。命字是「滅」。
青葉/王良親王
聲 - 岸尾大輔
17歲。天皇的兒子，是王良親王。把自己的命字給了櫻姬。和琥珀、疾風、朱里是青梅竹馬。命字是「生」。
第三十一話，曾經因為喝了野獸的血而和朝霧一樣有折壽，深夜時常變身成一頭飢餓性慾爆發的野狼。
朝霧
聲 - 仙台惠理
櫻的密友。是喝了一寸子之血的雪女，和右京以前是戀人。在第四十四話替槐遭受攻擊(因為被槐灌下月泉水)而被櫻姬殺死。命字是「優」（日語：溫柔、善良）。
白夜
聲 - 京田尚子
老年的巫女。可變身身材高挑的絕世美女，比櫻姬和輝夜姬還要久遠的月之主,是月之宮的創始者，血櫻和月泉水都是她製造的。為了封印血櫻和月泉水才來到陸地上。
淡海
聲 - 矢澤喜代美
服侍櫻姬的女房。過去擁有貴族身分，但在家族遭到妖古消滅後失去身分也失去親人，對妖怪、妖古十分增恨。在說出她相信櫻姬後遭到詛咒化為妖古落崖，最後由櫻姬結束其生命。命字是「信」,在第二十四話再次出現幫助櫻姬。
琥珀
忍者的村落第八代首領的女兒，個性活潑開朗，和青葉、疾風、朱里是青梅竹馬。把青葉當作是哥哥般，喜歡著疾風。在第35話與疾風告白。
疾風
和琥珀、青葉、朱里的青梅竹馬忍者。被琥珀施術，變成青蛙。喜歡琥珀，與青葉是好兄弟。和瑠璃条於第33話成為朋友。後來喜歡上瑠璃条。因為琉璃条的幫助才解開詛咒。
藤紫
東宮皇太子。是青葉的叔叔，個性爽朗自我中心，似乎很喜歡櫻姬。忌妒青葉和櫻姬的感情(但自己原不想承認)，還在暗中調查關於天皇的事。命字是「慾」，之後趁著青葉不注意時，吻了櫻姬，最後送百合姬情書，天皇死後登基為新天皇。
百合姬
原是櫻姬的情敵，舞舞（蝸）的姐姐，為了嫁入豪門而想誘惑青葉，但其實接近青葉的另一個原因是由於櫻一直沒有回她寫的交友信，導致她不高興而反作弄他們。收到藤紫的情書後，覺得跟下屆天皇結婚更好，於是放棄王良親王青葉。
其實是假公主，真正的公主已死，被乳母茜找到當作假百合姬，訓練成公主的樣子。真名是莉莉。跟舞舞(蝸)同樣命字是「美」。在第39話，放棄了當皇后的權利，(其實是個好姐姐)跟舞舞去南方找乳母茜。
中納言
監視青葉的間諜，槐的部下，為達目的不擇手段，並且得到妖古化的力量，妖古化為蛇形，最後被槐殺了。命字是「望」。
槐/戒
狙擊櫻姬的銀髮男人。真實身分是櫻姬的哥哥・戒。因天皇想孤立櫻姬，假傳戒已病故，將戒囚禁在水牢。戒因此轉為不信任人類並且極度憎恨人類。將櫻姬帶走的目的是在輝夜姬復活後去獵殺人類時能夠保護櫻姬。但自櫻姬離開他身邊後又有某種陰謀。最後替櫻姬擋下輝夜姬的攻擊。
瑠璃条
槐用法術將瑠璃条的真身（石頭）附著於榆樹的枝葉上，化身為女子，愛慕著槐。外貌和櫻姬幾乎一模一樣，身上繪有刻紋，如果刻紋消失，連繫著瑠璃条的樹枝便會散開。因為某種目的而被槐製造出來。和疾風於第33話成為朋友。但在第40話中被槐發現與疾風有來往而被解除刻紋，下定決心要殺死櫻姬，但後來被櫻的話語所釋懷，認定櫻姬是自己的主人，在第45話中因無法操縱血櫻而被血櫻刺死。
舞舞
槐的手下，15歲。有著可憐女性的姿容。好像只對自己的身體有興趣（但作為主人的槐是例外）。
其實真身是男人，有著飽受歧視的悲慘過去。眼睜睜看著村莊被妖古消滅，喝下月泉水後和過去的悲慘命運訣別，舞舞這個名字並非他的本名，命字是「美」。他本名叫作蝸。是百合姬的弟弟，第38話和百合姬姐弟相認，第39話背叛槐大人，和百合姬逃去南方找百合姬的乳母茜。
右京
槐的手下，原為雪女一族（男性很稀少）。和朝霧是一對戀人，命字是「真」，之後被槐所操控的櫻姬殺了。
朱里
槐的手下。喜歡琥珀，和青葉、琥珀、疾風是青梅竹馬，為了取信於月之人，哥哥破斗自殺被認為是朱里殺的，因此被當作是叛徒。事實上是作為間諜待在槐身旁，沒有背叛過忍者村。
舞
18歲，是舞舞（蝸）作為人類時曾經愛慕著的女孩，舞舞的名字來歷似乎就是因為她。所住村莊被槐所役使的妖古襲擊。

## 单行本
| 卷數 | 集英社         | 集英社                 | 尖端出版       | 尖端出版               |
| 卷數 | 發售日期       | ISBN                   | 發售日期       | ISBN                   |
| ---- | -------------- | ---------------------- | -------------- | ---------------------- |
| 01   | 2009年3月13日  | ISBN 978-4-08-856873-7 | 2010年1月28日  | ISBN 471-7-70-222861-3 |
| 02   | 2009年7月15日  | ISBN 978-4-08-856898-0 | 2010年5月14日  | ISBN 471-7-70-222862-0 |
| 03   | 2009年11月13日 | ISBN 978-4-08-867021-8 | 2010年7月31日  | ISBN 471-7-70-222863-7 |
| 04   | 2010年4月15日  | ISBN 978-4-08-867047-8 | 2010年12月3日  | ISBN 471-7-70-223580-2 |
| 05   | 2010年7月15日  | ISBN 978-4-08-867063-8 | 2011年1月19日  | ISBN 471-7-70-223725-7 |
| 06   | 2010年8月12日  | ISBN 978-4-08-867070-6 | 2011年5月7日   | ISBN 471-7-70-223726-4 |
| 07   | 2010年12月15日 | ISBN 978-4-08-867089-8 | 2011年12月16日 | ISBN 471-7-70-224161-2 |
| 08   | 2011年4月15日  | ISBN 978-4-08-867116-1 | 2012年6月1日   | ISBN 471-7-70-224450-7 |
| 09   | 2012年1月13日  | ISBN 978-4-08-867169-7 | 2012年12月14日 | ISBN 471-7-70-224870-3 |
| 10   | 2012年2月15日  | ISBN 978-4-08-867174-1 | 2013年4月9日   | ISBN 471-7-70-224871-0 |
| 11   | 2012年8月10日  | ISBN 978-4-08-867214-4 | 2013年7月17日  | ISBN 471-7-70-225233-5 |
| 12   | 2013年1月15日  | ISBN 978-4-08-867244-1 | 2013年10月30日 | ISBN 471-7-70-225426-1 |

## 備註
1. ↑  . Viz Media.   [December 13, 2017]. （原始内容存档于2021-01-23）.
2. ↑  .   [2010-07-29]. （原始内容存档于2013-12-25）.
3. ↑  .   [2010-07-29]. （原始内容存档于2020-10-03）.
4. ↑  .   [2010-07-29]. （原始内容存档于2020-10-03）.
5. ↑  .   [2010-07-29]. （原始内容存档于2020-10-03）.
6. ↑  .   [2010-07-29]. （原始内容存档于2020-10-03）.
7. ↑  .   [2010-08-16]. （原始内容存档于2020-10-03）.
8. ↑  .   [2016-01-24]. （原始内容存档于2020-10-03）.
9. ↑  .   [2016-01-24]. （原始内容存档于2020-10-03）.
10. ↑  .   [2016-01-24]. （原始内容存档于2020-10-03）.
11. ↑  .   [2016-01-24]. （原始内容存档于2012-03-07）.
12. ↑  .   [2016-01-24]. （原始内容存档于2020-10-03）.
13. ↑  .   [2016-01-24]. （原始内容存档于2020-10-03）.

## 外部連結
- （日語）